# Срібнянська волость
Срібрянська волость — адміністративно-територіальна одиниця Прилуцького повіту Полтавської губернії з центром у містечку Срібне.
Волость утворена в Малоросійській губернії згідно з указом 1797 (у джерелах «стара» волость згадується 1817 та 1827). Срібнянському волосному правлінню до 1838 були підпорядковані лише козаки (1817 року — 2886 душ чоловічої статі). За законом 1838 волость була скасована й приєднана до Іванківської волості.
Згідно з реформою 1861 в Срібному створене Волосне правління тимчасовозобов'язаних селян, у віданні якого перебували 4 сільс. громади (808 ревіз. душ). За указом 1866 існуючі волості були скасовані. Замість них 1867 в Прилуцькому повіті створено 16 нових волостей (улаштованих за адміністративно-територіальним принципом). Серед них була й Срібнянська волость, яка входила до 2-го стану.
1868 року налічувалось 1755 дворів (524 козаків, 150 селян казенних, 981 селян-власників і тимчасовозобов'язаних, 29 солдат, 20 міщан, 16 дворян, 35 осіб духовного звання).
1886 — 21 населений пункт (містечко, 6 сіл, 2 селища, 12 хуторів), 1834 двори (534 козаків, 183 селян казенних, 1082 селян-власників, 35 міщан та ін.), 1965 хат, 10504 мешканця (3124 козаків, 1007 селян казенних, 6188 селян-власників, 185 міщан та ін.).
1900 16 нас. пунктів (містечко, 6 сіл, 2 селища, 7 хуторів), 24 сільських громади, 1847 дворів, 11882 мешканці; діяли: 7 ц-ов (1 мурована, 6 дерев'яних), міністерське двокласне училище, 6 земських початкових однокласних училищ, 2 церковно-парафіяльні школи, 1 школа грамоти, 4 ярмарки.
1910 — 21 населений пункт: (містечко Срібне, села Грицівка, Дейманівка, Лебединці, Никонівка, Олексинці, Поділ, селища Загайки, Побочіївка та 12 хуторів), 2277 господарств, 13583 мешканця, 10414 десятин придатної землі.
1912 — 40 населених пунктів: (містечко Срібне, села Грицівка, Дейманівка,  Никонівка, Олексинці, Поділ, селища Загайки, Лебединці, Побачівка та 31 хутір), 2003 господарства, 12605 мешканців, 9917 десятин придатної землі.
Волость існувала до 1923 року.